# ムハンマド・シャーフィク・ジャマル
ムハンマド・シャーフィク・ビン・ジャマル（マレー語: Muhammad Shafiq Bin Jamal、1987年12月12日 - ）は、マレーシアのサッカー選手。ポジションはFW。

## クラブ歴
ブキット・ジャリル体育学校出身で、2005年にケダFAのプレジデンツカップチームに加入。2006年のスカン・マレーシアでは、銀メダルを獲得した。この大会での活躍によって彼は翌シーズンにトップチームに昇格した。
2011年にはペラFAに移籍。移籍理由はケダFAでの出場機会の減少であった。ペラFAでは2シーズンを過ごしたものの、2012年末に放出された。
2013年には他4人のペラFAの選手とともにサイム・ダービーFCに移籍した。
2015年にサバFAに移籍。

## 代表歴
彼とアブドゥル・ハディ・アブドゥル・ハミド、モハマド・サブレ・マット・アブー、モハマド・キリル・ムヒミーン・ザンブリ、バドロル・バクティアル、モハマド・ブンヤミン・ウマルは2005年に初めてU-20代表に招集された。